# Laveurs de roues
 (septembre 2012).

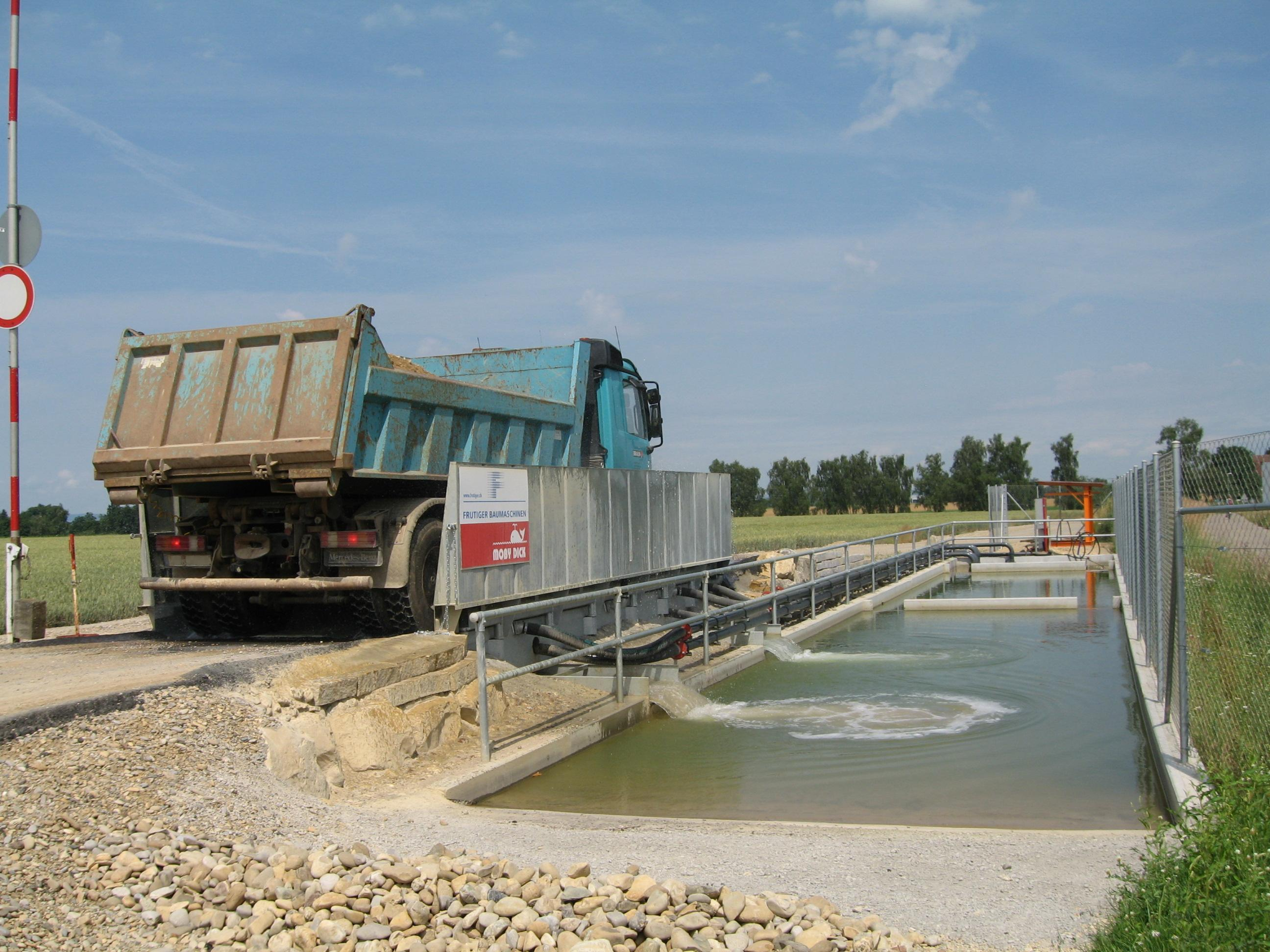
Laveur de roues

Un laveur de roues est une installation de lavage et de décrottage des roues et des châssis de camions lorsque ces derniers quittent un chantier, un site pollué ou une carrière. Le laveur de roues peut être implanté en fixe dans le sol. Il peut également être placé à même la chaussée.

## Laveurs de roues

### Machines à rouleaux
Le camion se place sur le laveur en prenant soin de positionner les roues entre les rouleaux. Le processus de lavage démarre alors automatiquement. La roue, tournant librement, pourra être lavée efficacement par les jets équipant le laveur. 

### Laveurs de roues à jets d'eau
L’avantage principal des laveurs de roues est constitué par le fait que le camion n’a pas besoin de marquer l’arrêt sur le laveur. Durant le passage à allure lente, le châssis et les roues sont traitées par de l’eau projetée au travers de très nombreux jets répartis et orientés spécifiquement, des rampes latérales complètent le processus.